# 巴利斯·德瓦里奥纳斯
巴里斯·德瓦利奥纳斯（1904年6月19日—1972年8月23日），立陶宛、苏联音乐家、钢琴家。他是立陶宛苏维埃社会主义共和国国歌作曲者之一。

## 生平

### 早年生活
1904年6月19日出生于库尔兰省格罗宾斯基区利巴瓦（今拉脱维亚利耶帕亚）的一个音乐家庭。他的父亲多米尼卡斯·德瓦里奥纳斯是一位管风琴演奏家。他共有11名子女，其中7人最终成为音乐家。
德瓦里奥纳斯的第一位音乐老师是他的父亲。从1916年到1918年，他是利耶帕亚立陶宛青年协会合唱团的管风琴师和指挥。1918年中学毕业后，他师从拉脱维亚著名音乐家阿尔弗雷兹·卡尔尼什学习作曲理论。1920年，德瓦里奥纳斯前往莱比锡音乐学院学习，师从罗伯特·泰希米勒学习钢琴，并参加了斯蒂芬·克雷尔和齐格弗里德·卡格-埃勒特开设的特殊音乐理论和作曲课程。1924年从音乐学院毕业后，德瓦里奥纳斯回到考纳斯，在那里他举行了第一次独奏会，之后花了两年时间在柏林跟随德国著名钢琴家埃贡·佩特里学习钢琴。

### 音乐生涯
从1924年起，他在立陶宛各地演出。1926年，他开始在考纳斯音乐学校（1933年后更名为立陶宛音乐学院）任教。1928年开始作为钢琴家在国外演出。1931年，他开始成为交响乐团指挥，并在1934年夏天，前往萨尔茨堡的国际指挥学院学习。1935年-1938年，他担任考纳斯广播交响乐团团长。1939年夏季，他参加了莱比锡音乐学院赫尔曼·阿本德罗特的指挥班，并通过了作为实习生的指挥文凭考试。
1939年，立陶宛占领维尔纽斯。他与建筑师维陶塔斯·兰茨贝吉斯-热姆卡尔尼斯一起创立了维尔纽斯交响乐团，并于1939年至1940年领导该乐团。

### 苏联时期
1940年，苏联吞并立陶宛。德瓦里奥纳斯在1940-1941年，1958-1961年担任立陶宛苏维埃社会主义共和国爱乐乐团首席指挥。1946年-1965年，他担任立陶宛歌舞节首席指挥。
1949年起，他开始在立陶宛国立音乐学院担任教授（1947年被评为教授）直到逝世。1950年，他为立陶宛苏维埃社会主义共和国国歌谱曲。1956年起，他一直是立陶宛苏维埃社会主义共和国作曲家联盟理事会成员。
德瓦里奥纳斯的最后一次公开演出是在1972年5月12日，他生前喜欢在那里度过夏天，在他的小屋里创作了许多作品。

## 作品风格
德瓦里奥纳斯创作了各种作品，从歌剧、芭蕾舞、交响乐到电影和戏剧音乐。他的音乐作品以其旋律，情感和从民间音乐中汲取的动机而与众不同。与其广泛发展他的音乐材料，他更喜欢对各种音乐思想的阐述和并置。他的音乐看似即兴，但自然而有节奏的灵活性，给人一种清晰多彩的情绪印象。
这位作曲家在1971年谈到他的风格时说：“我的审美理想是在19世纪浪漫主义的影响下形成的，我相信音乐家的职业召唤是传播美丽，善良，和谐，教育人们并使他们超越常规。我认为，那些说这种观点落后于时代的人是错误的。几千年来，人类善的理想一直没有改变：爱、真理、自由和友谊。为他们服务不是倒退”。

## 作品
- 歌剧《达莉亚》（1957）
- 芭蕾舞《牵线搭桥》（1933）
- 小提琴和管弦乐队协奏曲（1948；1949年获斯大林奖一级奖）
- 两首钢琴和管弦乐队协奏曲（1960、1962；1960年获立陶宛苏维埃社会主义共和国国家奖）
- 圆号和管弦乐队协奏曲（1963）

## 荣誉
- 立陶宛苏维埃社会主义共和国荣誉艺术家称号（1947）
- 苏联人民艺术家称号（1954）
- 1949年斯大林奖一等奖-小提琴和管弦乐队协奏曲（1948）
- 1952年斯大林奖三等奖-电影《苏维埃立陶宛》背景音乐（1952）
- 立陶宛苏维埃社会主义共和国国家奖（1960,1962）
- 列宁勋章（1964）
- 两次劳动红旗勋章（1950,1954）